# Casa Luque
La Casa Luque és un edifici del municipi de Sant Cugat del Vallès (Vallès Occidental) que forma part de l'Inventari del Patrimoni Arquitectònic de Catalunya.

## Descripció
La Casa Luque és un edifici projectat per Josep Antoni Coderch i Manuel Valls i Verges. És una casa construïda en un terreny residencial. El seu programa de construcció és extens, però a l'exterior manté senzillesa. Els murs són plans i purs de color blanc. L'estructura presenta volums cúbics amb elements que recorden el llenguatge de Mies Van der Rohe. La planta es desenvolupa lliurement al voltant d'un pati i d'una piscina. Aquesta compren: primer una entrada, garatge, sales, biblioteca, sis habitacions amb cambres de bany particulars; segon, orientat al sud, una ala de servei amb cuina, safareig, guarda-roba, habitació del guarda. Construcció amb bigues de formigó; el sòl de terra cuita a l'exterior i de mosaic a l'interior.